# Lago Azara
El lago Azara es un lago en la Argentina. Se encuentra ubicado en el departamento Río Chico, en el centro-norte de la provincia de Santa Cruz, Patagonia. Se ubica completamente dentro del parque nacional Perito Moreno.

## Geografía
El lago posee forma de "V" y los tres extremos se encuentran al norte-oeste, norte-este y sur. Forma parte de la cuenca del río Pascua que desemboca en el océano Pacífico en Chile.
Es parte de una cadena de lagos glaciares andinos. Sus aguas fluyen a través de su extremo sur en el lago Nansen. El emisario de este último es el río Carrera que desemboca en el río Mayer poco antes de cruzar la frontera con Chile.
En Chile, el río Mayer se une a un brazo del lago O'Higgins/San Martín. Finalmente las aguas de esta cadena lago se encuentra en el efluente de este último lago, el río Pascua.
El brazo norte del lago Azara recibe las aguas del lago Belgrano. También recoge las aguas de una serie de pequeños ríos que corren por las colinas y las montañas que la rodean.